# Archernis callixantha
Archernis callixantha is een vlinder van de familie van de grasmotten (Crambidae). De wetenschappelijke naam van deze soort is voor het eerst voorgesteld door Edward Meyrick in een publicatie uit 1886.
De soort komt voor in Papoea-Nieuw-Guinea en Australië (Queensland).